# Chrysopa sanguinea
Chrysopa sanguinea is een insect uit de familie van de gaasvliegen (Chrysopidae), die tot de orde netvleugeligen (Neuroptera) behoort. 
Chrysopa sanguinea is voor het eerst wetenschappelijk beschreven door Navás in 1928.